# ليبي لودلو
ليبي لودلو (بالإنجليزية: Libby Ludlow)‏ هي متزحلقة أمريكية، ولدت في 26 أغسطس 1981 في بالفيو في الولايات المتحدة.

## وصلات خارجية
- ليبي لودلو على موقع الاتحاد الدولي للتزلج (التزلج على المنحدرات الثلجية) (الإنجليزية)
- ليبي لودلو على موقع أوليمبيديا (الإنجليزية)